# Ecphylus spinatus
Ecphylus spinatus är en stekelart som beskrevs av Marsh 2002. Ecphylus spinatus ingår i släktet Ecphylus och familjen bracksteklar. Inga underarter finns listade i Catalogue of Life.